# Reprezentacja Ekwadoru w piłce wodnej mężczyzn
Reprezentacja Ekwadoru w piłce wodnej mężczyzn – zespół, biorący udział w imieniu Ekwadoru w meczach i sportowych imprezach międzynarodowych w piłce wodnej, powoływany przez selekcjonera, w którym mogą występować wyłącznie zawodnicy posiadający ekwadorskie obywatelstwo. Za jej funkcjonowanie odpowiedzialny jest Ekwadorski Związek Pływacki (FENA), który jest członkiem Międzynarodowej Federacji Pływackiej.

## Historia
W 1938 reprezentacja Ekwadoru rozegrała swój pierwszy oficjalny mecz na Mistrzostwach Ameryki Południowej.

## Udział w turniejach międzynarodowych

### Igrzyska olimpijskie
Reprezentacja Ekwadoru żadnego razu nie występowała na Igrzyskach Olimpijskich.

### Mistrzostwa świata
Dotychczas reprezentacji Ekwadoru żadnego razu nie udało się awansować do finałów MŚ.

### Puchar świata
Ekwador żadnego razu nie uczestniczył w finałach Pucharu świata.

### Igrzyska panamerykańskie
Ekwadorskiej drużynie 4 razy udało się zakwalifikować na Igrzyska panamerykańskie.